# أشروسنة
أشْرُوسنَة هي منطقة تاريخية ضمن بلاد ما وراء النهر، وتقع ما بين فرغانة وخجندة.

## ضبط الاسم
كان من عادة العرب عند سيطرتهم على منطقة من البلاد الغير عربية، وخاصة في بلاد فارس، أن يغيروا أو يعربوا الأسماء بما يتلائم مع اللسان العربي، ولذا ظهرت «أشروسنة» بصيغ كثير منها، فقد ذكرها اليعقوبي «أسروشنة» بتقديم السين على الشين، فيما كتبها ابن خرداذبة «شروسنة» أي بدون ألف بينما عكسها ابن الفقيه وكتب «سروشنة» أما الحموي فقد كتبها «أشروسنة» وقال في ظبطها أنها «بالضم ثم السكون، وضم الراء، وواو ساكنه، وسين مهمله مفتوحه، ونون، وهاء».

## الموقع والحدود
إقليم فيما وراء النهر يقع شرقي مدينة سمرقند، وهو سهول يحده من الشرق هضبة بامير، وقصبة الإقليم مدينة (أشروسنة) وموضعها اليوم مدينة (آراتبة) بتركستان الروسية.

## ما ذكره المؤرخون والجغرافيون

### ابن خرداذبة
قال ابن خرداذبة
فأمّا المسافات باشروسنه: ذکر مسافات اشروسنه:
فمن خرقانه، إلى دیزک، خمسة فراسخ ومن حرقانه إلى زامین، تسعة فراسخ ومن زامین إلى ساباط، ثلثة فراسخ ومن زامین على طريق خاوس، إلى کرکث، ثلثة عشر فرسخا عن يسار الذاهب إلى فرغانة، وبين مدينة اشروسنه وساباط، ثلثة فراسخ فيما يلى الجنوب والمشرق، وبين نوجکث، وخرقانه، فرسخان فيما بين المشرق والجنوب من خرقانه، وارسیانیکث على حدّ فرغانة، من شرقىّ مدينة اشروسنه على تسعة فراسخ وفغکث، على ثلثة فراسخ من المدينة في طريق خجنده ومن فغکث إلى غزق، فرسخان ومن غزق إلى خجنده، ستّة فراسخ،

### قدامة بن جعفر
قال قدامة بن جعفر
وكان نصر بن سيار غزا أشروسنة، أيام مروان بن محمد، فلم يقدر على شيء منها فلما جاءت الدولة المباركة واستخلف أبو العباس، ومن بعده من الخلفاء، كانوا يولون عمالهم فينقصون حدود أرض العدو وأطرافها.
ويحاربون من نقض العهد، ونكث البيعة من أهل القبالة، ويعيدون مصالحة من امتنع من الوفاء بصلحه بنصب الحرب له.

### الإصطخري
قال الإصطخري
فاسم الإقليم، كما أن السغد اسم الإقليم، وليس ثمّ مدينه بهذا الاسم، والغالب عليها الجبال. حدود أشروسنه: غربيّها حدود سمرقند، شماليّها الشاش وبعض فرغانة، جنوبيّها بعض حدود كشّ والصغانيان وشومان وواشجرد وراشت، شرقيّها بعض فرغانة. ومدنها: ارسیانیکث، وکرکث، وغزق ووغكث وساباط وزامین ودیزك ونوجکث وخرقانه، ومدينتها التي يسكنها لولاه هي بونجکث وبناؤها طين وخشب، وهي مدينه داخلها مدينه أخرى على كل منهما سور وللمدينه الداخلة بابان ويجرى في المدينة الداخلة نهر كبير وعليه فيها رحى ويشتمل حائطها على دور وبساتين وقصور وكروم، وقطرها نحو فرسخ، وأبوابها أربعه: باب زامین وباب مرسمنده وباب نوجکث وباب كلهباذ ولها سته أنهار كلها من منبع واحد هو من المدينة على أقل من نصف فرسخ، وتليها في الكبر زامین وهي على طريق فرغانة إلى السغد، وتسمى المدينة سوسنده؛ ودیزك، مدينه في السهل بها رباطات وخانات وماء ينبع من عين، وهي كثيره النزه والبساتين والمياه، وليس بجميع أشروسنه نهر تجرى فيه سفينه ولا بها بحيره.

### ابن حوقل
قال ابن حوقل
- وأمّا اشروسنه فإنّه اسم الإقليم (كما أنّ السغد اسم الإقليم) وليس بها مدينه بهذا الاسم والذي يطوف بها من أقاليم ما وراء النهر من شرقيّها بعض فرغانة وفامر وغربيّها حدود سمرقند وشماليّها الشاش وبعض فرغانة وجنوبيّها بعض حدود كش والصغانيان وشومان وواشجرد والراشت، ومدينتها الكبرى تسمّى بلسان، الاشروسنيّه بومجکث ولها من المدن ارسیانیکث وکرکث وغزق وفغکث وساباط وزامین ودیزك ونوجکث، وخرقانه وهذه مدنها، ومدينتها التي يسكنها الولاه بومجکث وهي مدينه يحزر رجالها نحو عشره آلف رجل وبناؤها طين وخشب، ولها مدينه داخله منها عليها سور بذاتها وسور على ربضها ولها سور آخر من وراء ذلك وللمدينه الداخلة بابان أحدهما يدعى باب الأعلى والآخر باب المدينة وداخل المدينة مسجد الجامع والقهندز ودار الإماره في الربض في مربّعه الأمير، ويجرى بالمدينة الداخلة نهر كبير عليه رحى والسجن في قهندز المدينة والجامع خارج القهندز وأسواقها في المدينة الداخلة والربض جميعا وحائط الربض يشتمل على نحو فرسخ ويشتمل الخندق على دور وبساتين ونضور وكروم وزروع ويحسب ذلك كلّه إلى السور من المدينة وخارج السور من الرستاق، ولها أربعه أبواب أحدها باب زامین وباب مرسمنده وباب نوجکث وباب كهاباذ، ولهذه المدينة ستّه أنهار فأحدها يعرف بسارين وهو الذي يجرى في المدينة والآخر ابرجن والآخر يماجن والآخر سنكجن والآخر رويجن والآخر ستينكجن وجميعها من منبع واحد وعين واحده ويكون مقدار ما يدير عشر أرحيه ومن المدينة إلى منبع الماء أقلّ من نصف فرسخ،
- وليس بجميع اشروسنه نهر تجرى فيه سفينه ولا بها بحيره غير أنّ مزارعها ومراعيها وقراها عامره خصبه كثيره الخير.
- واشروسنه بلده افتتحها أحمد بن [أبى] خلد.
- فأمّا المسافات باشروسنه فمن خرقانه إلى دیزک، خمسه فراسخ ومن حرقانه إلى زامین، تسعه فراسخ ومن زامین إلى ساباط، ثلثه فراسخ ومن زامین على طريق خاوس إلى کرکث، ثلثه عشر فرسخا عن يسار الذاهب إلى فرغانة، وبين مدينه اشروسنه وساباط، ثلثه فراسخ فيما يلى الجنوب والمشرق، وبين نوجکث، وخرقانه، فرسخان فيما بين المشرق والجنوب من خرقانه، وارسیانیکث على حدّ فرغانة، من شرقىّ مدينه اشروسنه على تسعه فراسخ وفغکث على ثلثه فراسخ من المدينة في طريق خجنده ومن فغکث إلى غزق، فرسخان ومن غزق إلى خجنده، ستّه فراسخ، وهذه [مسافات مدن اشروسنه].[8]

### صاحب حدود العالم
قال صاحب حدود العالم
سروشنه ناحية كبيرة عامرة ذات نعمة وفيرة، لها مدينة ورساتيق كثيرة. يرتفع منها النبيذ الكثير، ومن جبالها الحديد.

### المقدسي
قال المقدسي
بسكت واما اشروسنه فإنها تتّصل بهذه الكورة قصبتها بنجكث ومن مدنها ارسبانیکث، کردکث غزق، فغکث، ساباط، زامین، دیزك، نوجکث، قطوان دزه، خرقانه، خشت، مرسمنده ولها سبعه عشر رستاقا بشاغر، مسحا برغر، وقر، بانغام، مینك، بسکر، ارسبانیکث، البتّم، لا مدائن لهذه والبواقي يوافقن مدائنها في الأسامي.

### الإدريسي
قال الإدريسي
- ومن مدينة سمرقند إلى مدينة بونجکث، مرحلة وهي من بلاد أشروسنة وأشروسنة اسم لأرض كما أن العراق، اسم أرض والشام، مثله وكذلك الصغد وفرغانة والشاش هذه كلها أسماء أرضين ولكل أرض منها عدة بلاد وليس بإقليم أشروسنة مدينة اسمها أشروسنة وإنما هي اسم الأرض والذي يطوف بها من إقليم ما وراء النهر فمن شرقيها بعض فرغانة وفامر ومن غربيها حدود خراسان وشمالها بلاد الشاش وبعض فرغانة وجنوبها شومان وواشجرد والراشت وأعظم مدنها بونجکث.
- وبين مدينة اشروسنة وساباط، تسعة أميال مما يلي الجنوب والمشرق.[10]

### ياقوت الحموي
قال ياقوت الحموي
بالضم ثم السكون، وضم الراء، وواو ساكنه، وسين مهمله مفتوحه، ونون، وهاء، أورده أبو سعد، رحمه الله، بالسين المهمله، وهذا الذي أوردته هاهنا هو الذي سمعته من ألفاظ أهل تلك البلاد: وهي بلده كبيره بما وراء النهر من بلاد الهیاطله، بين سيحون وسمرقند، وبينها وبين سمرقند، سته وعشرون فرسخا، معدوده في الإقليم الرابع، طولها إحدى وتسعون درجه وسدس وعرضها ست وثلاثون درجه وثلثان، قال الإصطخري: أشروسنه اسم الإقليم كما أنّ الصّغد اسم الإقليم، وليس بها مكان ولا مدينه بهذا الاسم، والغالب عليها الجبال، والذي يطوف بها من أقاليم ما وراء النهر من شرقيها فرغانة، ومن غربيها حدود سمرقند، وشماليها الشاش وبعض فرغانة، وجنوبيها بعض حدود كشّ والصغانيان وشومان وواشجرد وراشت، ومدينتها الكبرى يقال لها بلسان، الأشروسنه، ومن مدنها: بنجیکت وساباط وزامین ودیزك وخرقانه، ومدينتها التي يسكنها الولاه بنجیکت، ينسب إلى أشروسنه أمم من أهل العلم منهم: أبو طلحه حكيم بن نصر بن خالج بن جندبك، وقيل: جند لك الأشروسني.

### ابوالفداء
قال ابوالفداء
أسروشنة: قال ابن حوقل: وأسروشنة اسم للإقليم كما أن السغد اسم للإقليم والغالب على أسروشنة الجبال ويحيط بأسروشنة من الشرق بعض فرغانة من الغرب حدود سمرقند، ومن الشمال الشاش، وبعض فرغانة الآخر، ومن الجنوب بعض حدود کش والصغاينان وذكر لأسروشنة عدة مدن وأسماؤها أعجمية لم يتضح صحتها فأضربنا عنها، وقال السمعاني في كتاب الأنساب: أسروشنة بلدة كبيرة وراء سمرقند من سيحون، قال أحمد الكاتب: وأسروشنة عن سمرقند على خمس مراحل مشرقا، قال: وأسروشنة واسعة جليلة يقال: إن فيها أربعمائة حصن ولها عدة مدن كبار ومن أسروشنة الشبلية قال في اللباب: ومنها الصوفي الشبلي المشهور ومن أعمالها أيضا نجانيكث من اللباب: وهي بلدة بنواحي سمرقند عند أسروشنة فيما بيظن السمعاني، قال: وهي بفتح النون والجيم وألف وكسر النون الثانية وسكون المثناة التحتية وفتح الكاف ثم ثاء مثلثة.

### عبد المؤمن البغدادي
قال عبد المؤمن البغدادي
بالضم، ثم السكون، وضم الراء، وواو ساكنه، وسين مهمله مفتوحه، ونون وهاء: بلده كبيره بما وراء النهر من بلاد الهیاطله بين سيحون وسمرقند، بينها وبين سمرقند، سته وعشرون فرسخا. وقال الإصطخرى: هو اسم الإقليم؛ وليس بها مدينه ولا مكان بهذا الاسم.

### العمري
قال العمري
و أما أشروسنه فهو اسم لإقليم كالسغد، وقاعدتها مدينة تومجكت، وبها من المدن ارسبانيكث وعرق وفنكت وساباط ورامين.
قال صاحب الروض المعطار في أخبار الأقطار أشروسنة أرض يحيط بها
من إقليم ما وراء النهر من شرقيها بعض فرغانة، ومن غربيها بلاد الصغد والصغانيان، وشمالها بلاد الشاش، ولأشروسنه مدن كثيرة، ومملكتها واسعة جليلة، ويقال أن فيها أربعمائة حصن ولها واد عظيم يأتي من نهر سمرقند، ويوجد في ذلك الوادي سبائك الذهب.
وقال صاحب كتاب أشكال الأرض: أما مدينة تومجكث فهي مسكن الولاة، تحزر رجالها نحو عشرة آلاف رجل، وبناؤها بطين وخشب، وعليها سور، ولها ربض وعلى ربضها سور، ولها سور ثالث من وراء ذلك.
وللمدينة الداخلة بابان؛ وداخل المدينة المسجد الجامع والقهندز ودار الإمارة في الربض في مربعة الأمير.
ويجري بالمدينة نهر كبير عليه رحى وأسواقها في المدينة الداخلة، وبها بساتين وكروم وزروع، وذلك كله دون السغد، ولها أربعة أبواب، ولها ستة أنهار، جميعها من عين واحدة، ومنبع واحد، مقدار ما بها يزيد على عشرة أرحية ومن المدينة إلى منبع الماء مقدار نصف فرسخ، ويليها في الكبر مدينة زامين، وهي على طريق فرغانة إلى السغد، وباقي بلادها متقاربة في الكبر والنزهة والبساتين والمياه.

### ابن الوردي
قال ابن الوردي
أرض أشروسنة: وهي أرض قبل أرض فرغانة؛ وهي إقليم عظيم كالعراق، وبه مدن وقرى وخيرات وافرة وخصب إلى الغاية.

### الحميري
قال الحميري
في بلاد خراسان، من سمرقند، إليها خمس مراحل مشرقا، واشروسنة اسم للإقليم وليس باسم لمدينة كما أن العراق اسم للأرض والشام مثله وكذلك الصغد وفرغانة والشاش كلّها أسماء أرضين فيها عدة بلاد كثيرة، و اشروسنة أرض يحيط بها من اقليم ما وراء النهر من شرقيها بعض فرغانة، ومن غربيها بلاد الصغد والصغانيان، وشمالها بلاد الشاش؛ ولأشروسنة مدن كثيرة ومملكتها واسعة جليلة ويقال إن فيها أربعمائة حصن ولها واد عظيم يأتي من نهر سمرقند، توجد في ذلك الوادي سبائك الذهب وبين اشروسنة وفرغانة مرحلتان، وأكبر مدن اشروسنة بومنجکث وفيها سكنى الولاة لها سوران سورعلى مدينتها وسور على ربضها، وللمدينة بابان: باب الأعلى وباب المدينة، وداخل المدينة المسجد الجامع مع القهندز ودار الامارة في الربض. وفي المدينة الداخلة نهر كبير عليه رحى، والسجن في قهندزها، والجامع خارج القهندز، وأسواقها في المدينة والربض جميعا، وسور الربض يشتمل على بساتين وكروم وهو مقدار فرسخ.